# Vladimir Bartol
Vladimir Bartol (n. 24 februarie 1903 – d. 12 septembrie 1967) a fost un scriitor sloven, celebru pentru romanul său „Alamut”.